# Cholina
Cholina (Duits: Köllein) is een Moravische gemeente in de Tsjechische regio Olomouc, en maakt deel uit van het district Olomouc. Cholina telt 712 inwoners (2023). Op het grondgebied van de gemeente bevindt zich de spoorweghalte Cholina aan de spoorlijn van Červenka naar Prostějov. Verder is in Cholina het Hanácké národopisné muzeum Cholina (Etnografisch museum van Hanná Cholina) te vinden. Door Cholina stroomt de beek Cholinka.

## Geschiedenis
- 1141 – De eerste schriftelijke vermelding van de gemeente.[2]
- 1980 – De gemeente Bílsko wordt geannexeerd door de gemeente Cholina.
- 1990 – Bílsko scheidt zich af van Cholina en wordt (opnieuw) een zelfstandige gemeente.[3]

## Aanliggende gemeenten
| Aangrenzende gemeenten | Aangrenzende gemeenten | Aangrenzende gemeenten | Aangrenzende gemeenten | Aangrenzende gemeenten |
| ---------------------- | ---------------------- | ---------------------- | ---------------------- | ---------------------- |
|                        |                        | Litovel                |                        | Haňovice               |
|                        |                        |                        |                        |                        |
| Loučka                 | Litovel                |                        |                        |                        |
|                        |                        |                        |                        |                        |
| Bílsko                 |                        | Senice na Hané         |                        | Dubčany                |